# Onze-Lieve-Vrouwebasiliek (Boulogne-sur-Mer)
De Onze-Lieve-Vrouwebasiliek (Frans: Basilique Notre-Dame de l'Immaculée Conception) van Boulogne-sur-Mer (Nederlands: Bonen) werd gebouwd in de negentiende eeuw op de ruïnes van de middeleeuwse kathedraal. Het kerkgebouw werd erkend als basilica minor in 1879. De crypte van deze basiliek is een van de grootste van Frankrijk. De basiliek werd beschermd als Monument historique in 1982.

## Oorsprong
De middeleeuwse kathedraal was gewijd aan de Maagd van Boulogne Maria als Onze-Lieve-Vrouw der Zee.
Al bij het Romeinse kamp was vanaf de vijfde eeuw een groep kerken, in de zevende eeuw spoelde aan de kust het miraculeuze beeld van de Maagd aan. Dit was het begin van de pelgrimages naar de stad, de afbeelding ervan bevindt zich in de Porte de la Dûne en in de kerk, het beeld toont de maagd staande in een boot die wordt voortbewogen door engelen. Er is ook nog een levensgroot model in een van de zijbeuken.
De middeleeuwse kerk werd gebouwd rond 1100, in later eeuwen uitgebreid in 1567 benoemd tot kathedraal. Tijdens de Franse Revolutie werd de aanbidding van de Onze Lieve Vrouw verboden en het beeld werd verbrand.
De kerk werd geconfisqueerd door de staat, verkocht als nationaal bezit en daarna in fases afgebroken.

## Herbouw
De bouw van de huidige basiliek werd gestart in 1827, het ontwerp is van de priester/architect Benoît-Agathon Haffreingue. Hij wist de benodigde steun en gelden bijeen te krijgen om een monumentaal bouwwerk te realiseren, het gehele werk duurde van 1827 tot en met 1870 toen de westelijke torens werden voltooid.
De stijl is te omschrijven als neoclassicistisch en neorenaissance. De kerk bestaat uit twee delen, het ronde basiliekdeel en daarop aangesloten het schip gebouwd als kruiskerk.
De tamboer is opgebouwd uit kolommen en vensters waardoor daglicht onbelemmerd naar binnen valt, het hoogste punt van de koepel, de lantaarn, is 101 meter hoog. De kruiskerk met een dubbelgangig schip, een uitstekend transept gaat over in de omtrek van de koepel. Het plafond is een tongewelf ondersteund door de muren van de eerste zijbeuken.
Het geheel wordt overkoepeld door valse bogen die geen constructieve functie hebben. Het gehele ontwerp kwam op grond van eeuwenlange ervaring en gevoel tot stand en was niet theoretisch onderzocht. De bogen van het schip stortten in 1921 in. Hierna werden ze herbouwd en met gewapend beton versterkt, wat er mede aan bijgedragen heeft dat het gebouw de bombardementen in de Tweede Wereldoorlog overleefde.

## Interieur
Het hoogaltaar is het belangrijkste stuk van de inrichting. Het wordt bekroond met een triomfboog-vormige tabernakel en het werd in 1866 geschonken door de prins van Torlonia Alessandro Raffaele Torlonia (1800 – 1886).
Het altaar is vervaardigd in Italië en beeldt de maagd der Zee uit die wordt omgeven door mozaïekpanelen met Christus en de vier evangelisten aan de ene zijde en aan de andere zijde de vier oudvaders.
In de apsis bevindt zich een halfcirkelvormige kapel met het monument van priester Haffreingue. De gebeeldhouwde groep toont de priester die geknield de maagd de basiliek als geschenk aanbiedt.
In de voormalige orgelkast (vernietigd door een bom in 1944) bevindt zich het standbeeld van Standbeeld van koning David Édouard Buisine, 1895.

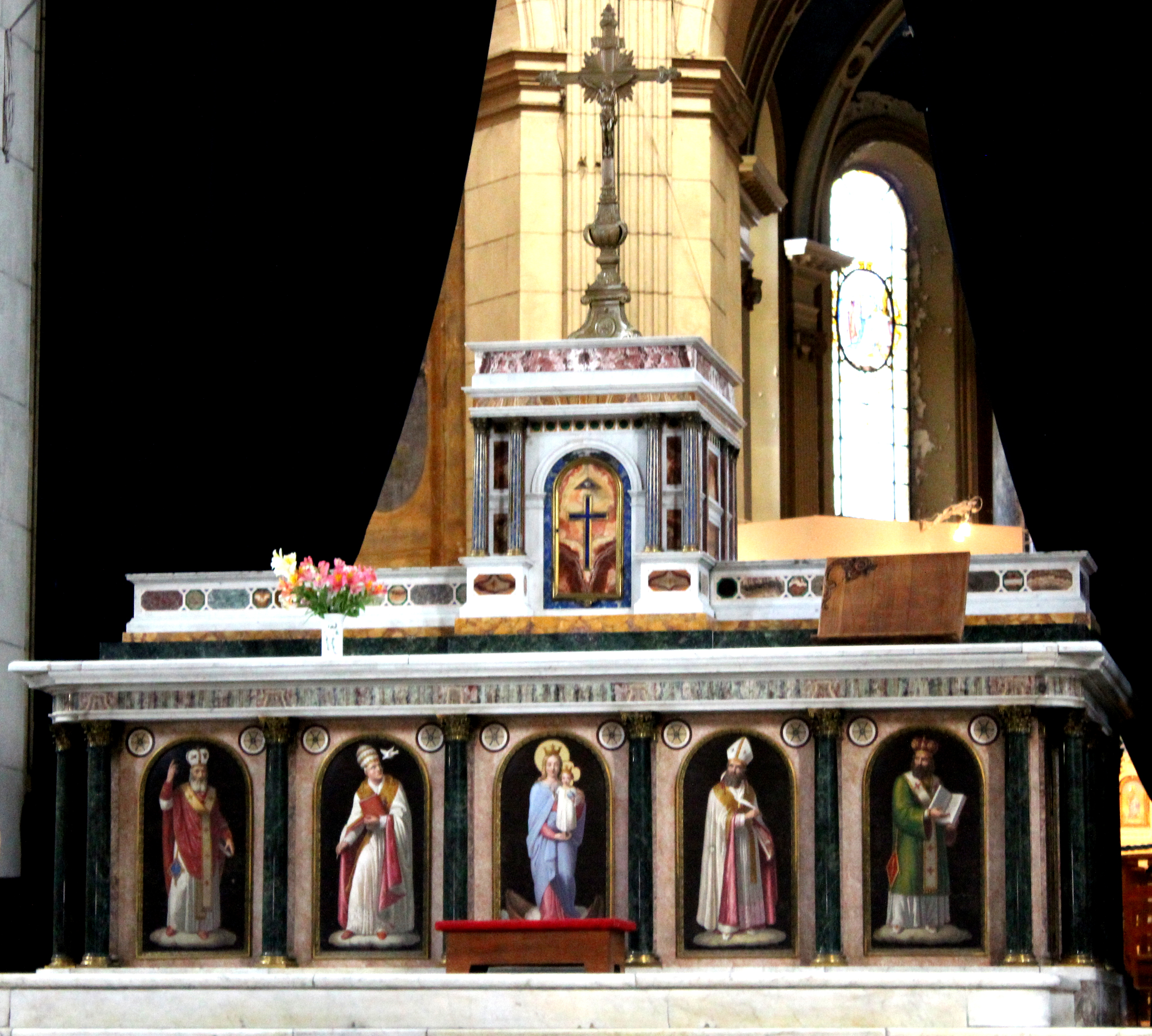
Torlonia altaar
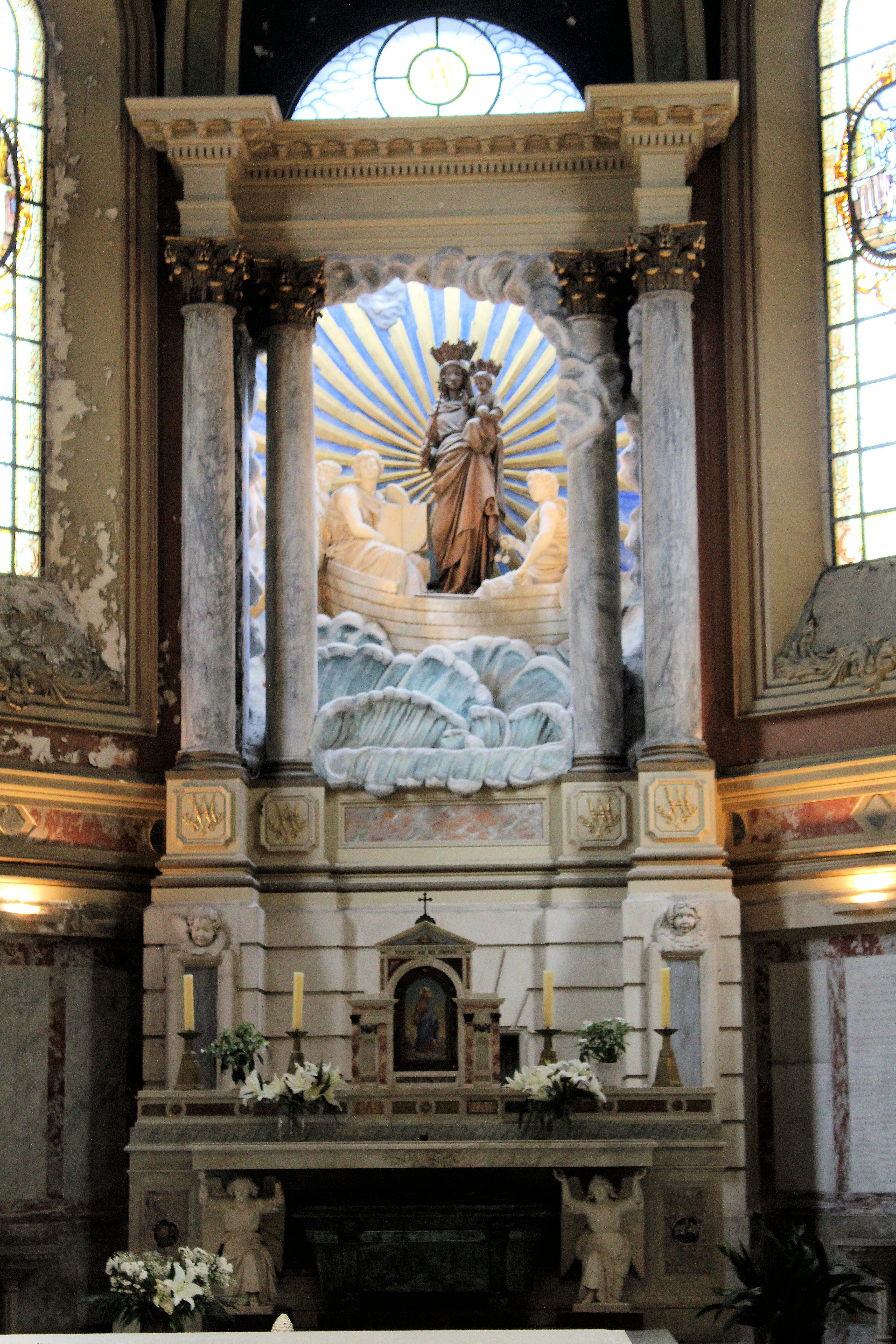
De maagd van Boulogne in de apsis
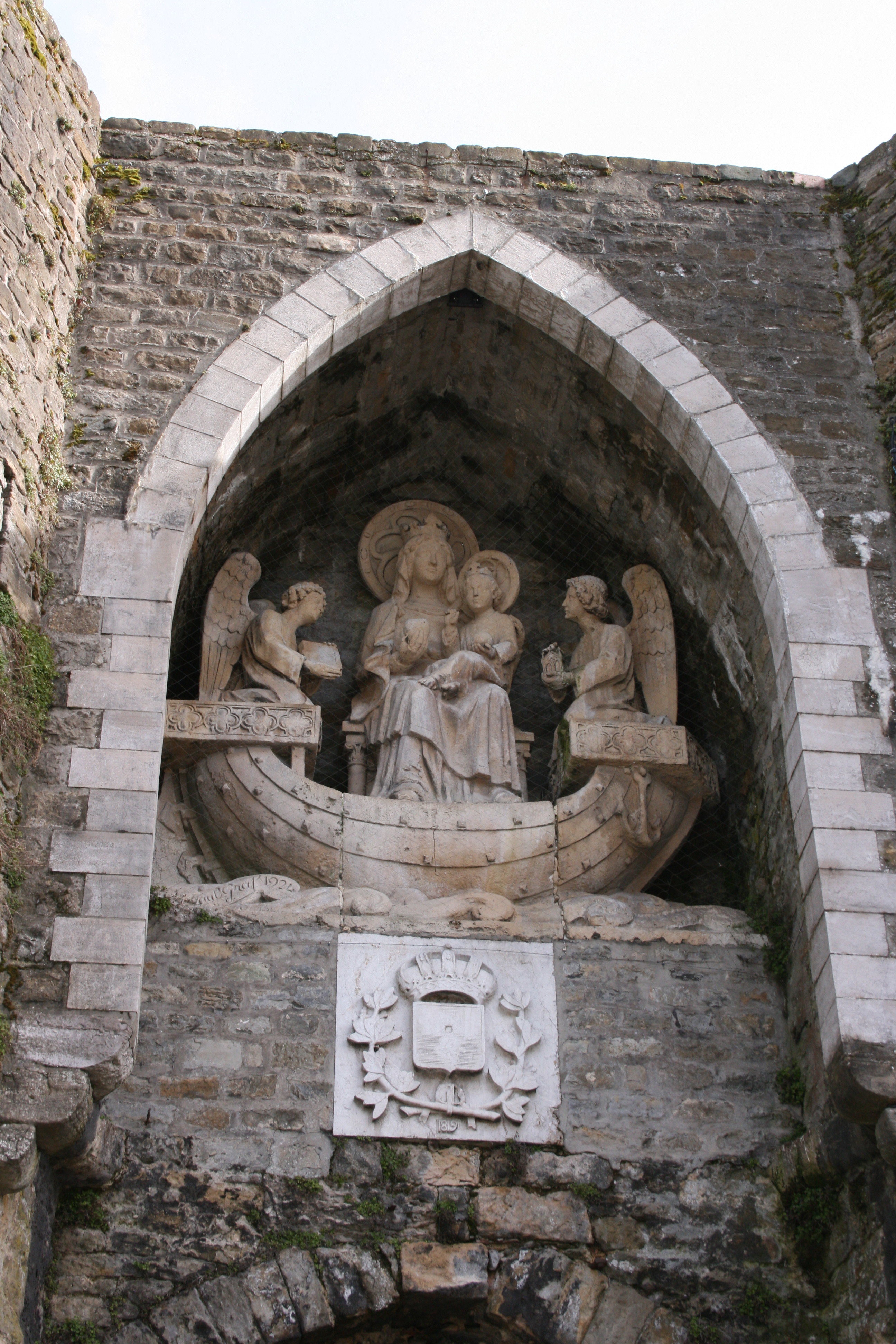
Het beeld van de maagd in de Porte de la Dûne
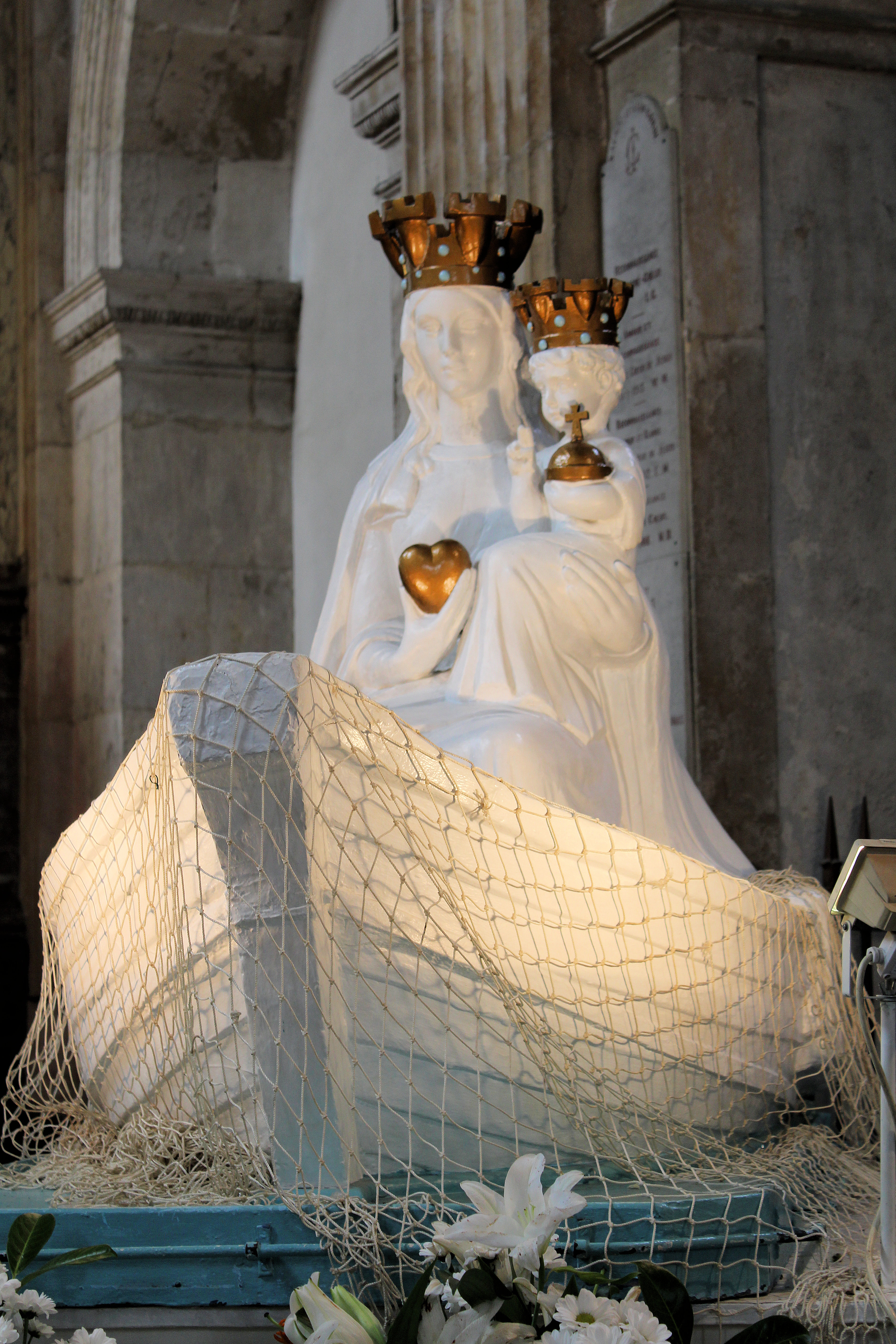
De maagd van Boulogne
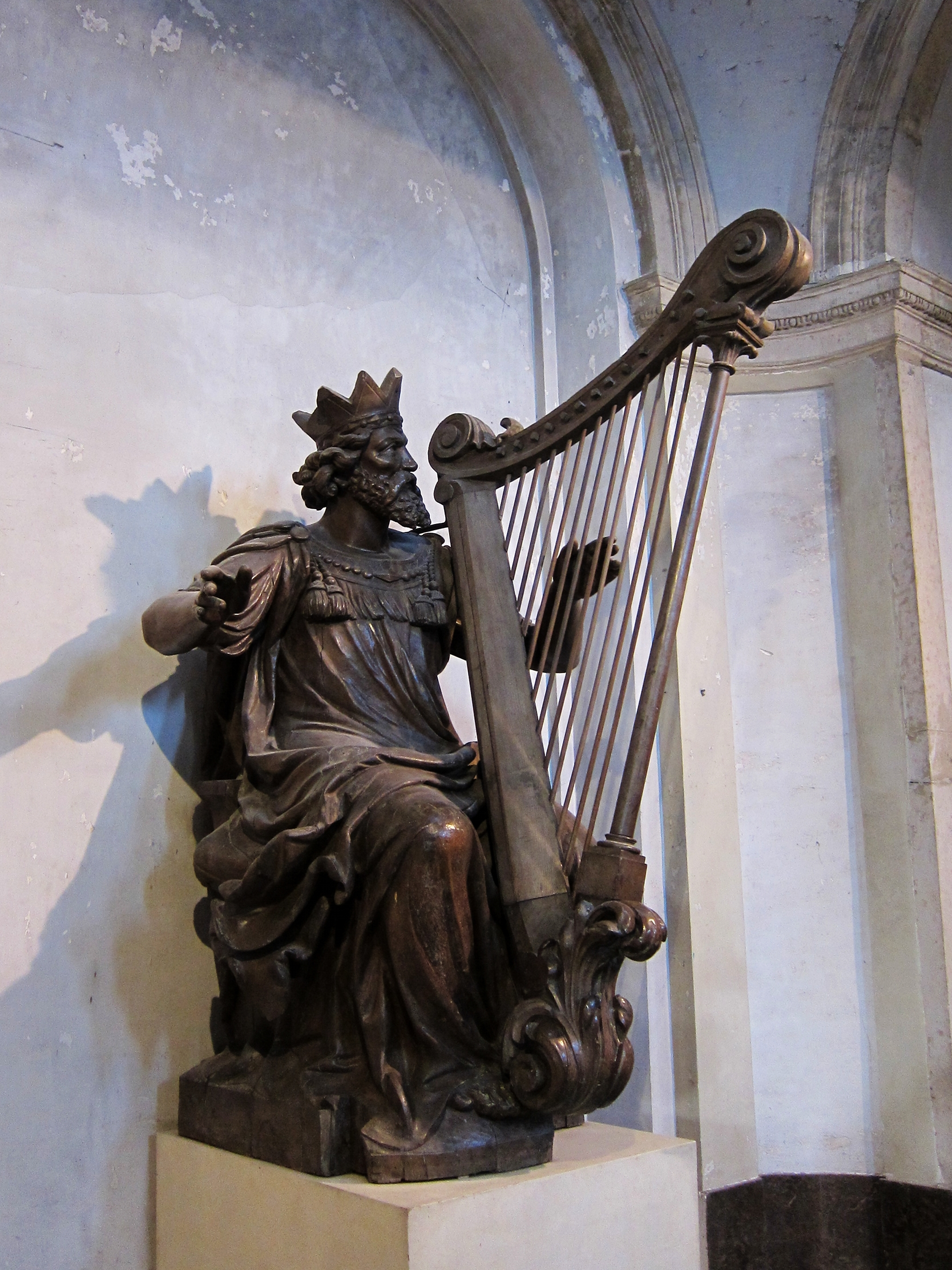
koning David

## De legende van het beeld van de Maagd der Zee
Dit is een samenvatting uit het boek Notre-Dame de Boulogne-sur-Mer
Tijdens de regering van koning Dagobert I in het jaar 633 of 636 verscheen voor de haven van Boulogne (Portus Itius) een bootje waarop een helder licht brandde. Het bootje bewoog zich voort zonder roeispanen, zeil of matrozen en vervoerde het miraculeuze beeld van de maagd Maria met het kind Jezus op haar linkerarm. Het beeld was gestoken uit hout en ongeveer 3,5 voet (1,40 m.) hoog en de toeschouwers konden het duidelijk zien door het licht, het beeld was van een hemelse schoonheid en perfectie. Terwijl het vaartuigje aanlandde in de haven was de gemeente in de kerk op de heuvel bijeen om te bidden. Tijdens het gebed verscheen plotseling de Heilige Maagd Maria. Zij vertelde hen van het scheepje dat door de engelen in opdracht van God naar de haven was gebracht en met daarin het beeld. Ze gaf de kerkgangers de opdracht om het beeld te halen en het op een juiste plaats in een kapel in de kerk te plaatsen om aldaar vereerd te worden. De mensen haastten zich naar haven en vonden alles zoals beschreven en brachten het beeld eerbiedig naar de kerk waar het een plaats kreeg. Vanaf die tijd kwamen er veel bedevaartgangers naar de stad om het beeld eer te bewijzen.

## Crypte

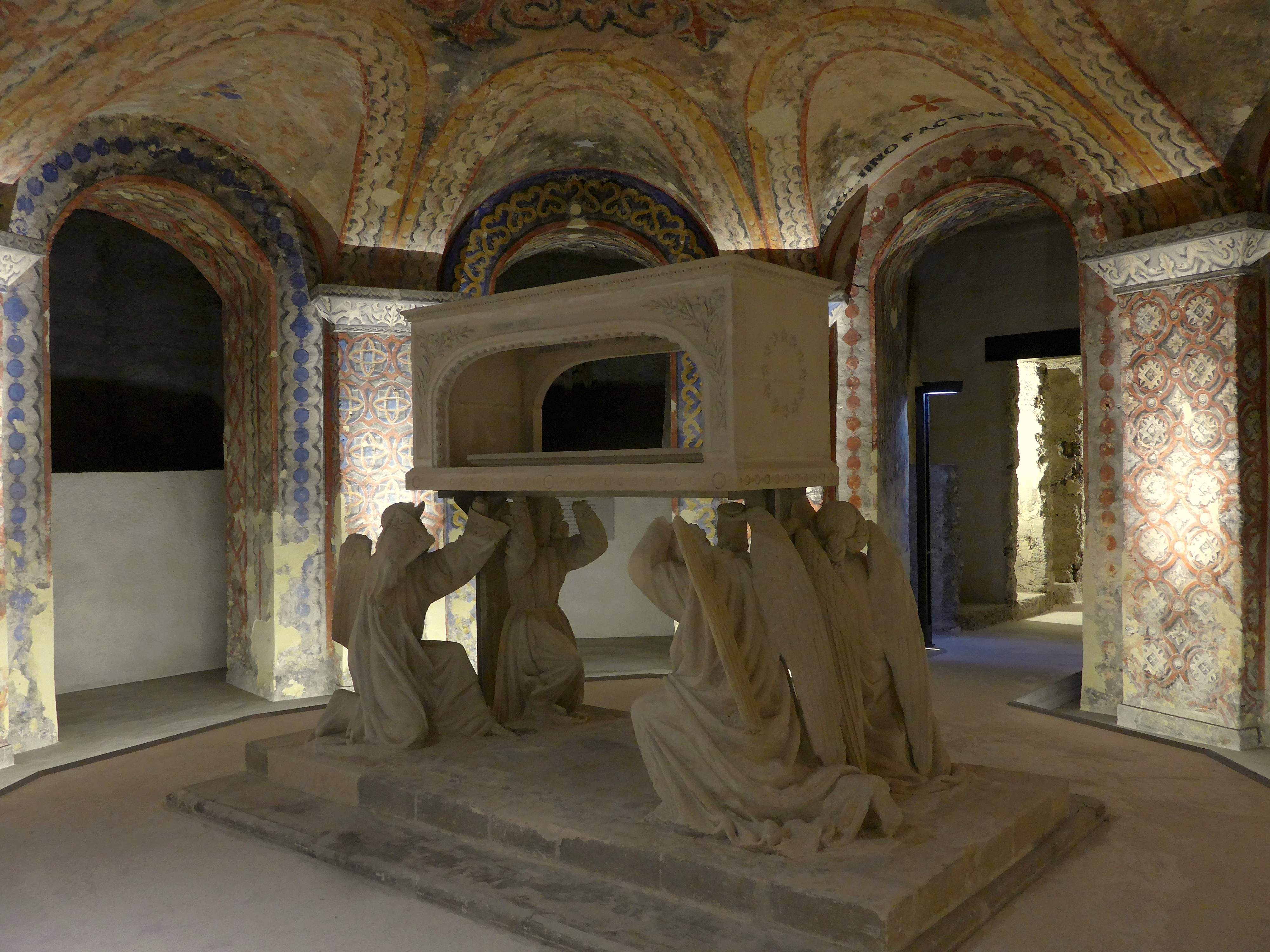
Crypte Boulogne sur Mer

De veertiende-eeuwse crypte is een van de grootste crypten in Frankrijk,  100 meter lang en een oppervlakte van ongeveer 1400 m². Na de start van de bouw van de basiliek werd de crypte in 1828 ontdekt. De basiliek werd opgebouwd op de crypte en zo ontworpen dat de vorm de plattegrond van de crypte volgt.
De crypte bestaat uit een labyrint van galerijen en kamers, in feite vormen de meeste van de muren de fundering van de middeleeuwse kerk. Vanaf 1839 werd de crypte geheel gerestaureerd.
In de ruimte is sinds 1980 een verzameling heilige kunst gehuisvest, het geheel is in 2015 volledig gerestaureerd. Het chevronpatroon geschilderd op de kolommen weerspiegelt de originele decoratie waarvan sommigen nog steeds te zien zijn. De muurschilderingen bedekken bijna het gehele muuroppervlak en zijn tezamen ongeveer 4.000 m2.
De 160 figuratieve grisaille schilderijen zijn gewijd aan de geschiedenis van het christendom en de legende van Notre-Dame de Boulogne, in de meest oostelijke delen is er een veelkleurige versiering met van arabesken. De chronologisch opgestelde verzameling van in steen gehouwen reliëfs geven een beeld van de tijd tussen het Romeinse tijdperk tot de late achttiende eeuw.

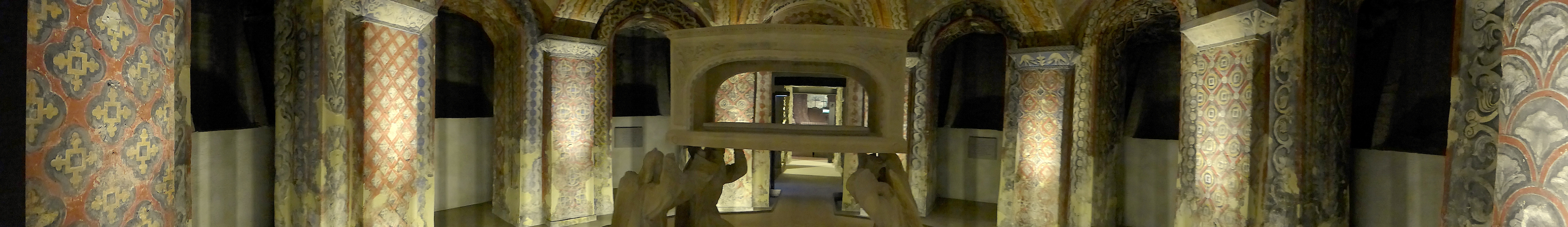
crypte met chevronpatronen beschilderd

## Wetenswaardigheden
De Franse koning Jan II de Goede ondernam in 1360 met zijn gehele gevolg vanuit Calais een bedevaart naar de Maagd der Zee in Boulogne. Hij werd vergezeld door de kroonprins van Engeland met zijn beide zonen.